# Pratabgarh (Rajasthan)
Pratapgarh és una ciutat i municipi de Rajasthan, Índia, capital del districte de Pratapgarh creat el 26 de gener de 2008 i antiga capital del principat de Principat de Pratabgarh. Consta al cens del 2001 amb una població de 35.414 habitants.. Al cens del 2001 consta amb una població de 35.414 habitants (el 1901 eren 9.819 habitants). Prop de la ciutat hi ha el Sita Mata Wildlife Sanctuary, amb notable fauna i flora. Fou fundada pel maharwat Pratap Singh del que va agafar el nom, el 1698. La muralla que la defensava tenia 8 portes i fou construïda per maharawat Salim Singh vers 1758; al sud-oest hi havia un petit fort residència ocasional dels sobirans que generalment tenien seu al palau al centre de la ciutat.